# Tabo Toral
Octavio "Tabo" Toral (Boquete Chiriquí, Panamá, 29 de agosto de 1950 - Ciudad de Panamá, 20 de julio de 2023) fue un artista visual panameño.

## Trayectoria
Tabo Toral estudió en el Colegio de Arte del Instituto de Maryland en Baltimore en 1969 y en el Colegio de Arte de Nueva Escocia en Halifax de 1969 a 1971 antes de completar su educación de 1971 a 1976 en la Escuela de Comunicación Social de la Universidad de Panamá. Sus primeras obras fueron dibujos anecdóticos y grabados de misteriosos personajes fantásticos. Desde finales de la década de 1970 produjo pinturas abstractas de colores brillantes con subestructuras en forma de cuadrícula basadas en relaciones geométricas esotéricas e inspiradas en las filosofías orientales. 
Toral trabajó junto al maestro Guillermo Trujillo; se mudó a los EE. UU. a principios de la década de 1980, donde cambió a un estilo figurativo y neoexpresionista y produjo murales influenciadas por el arte del grafiti. Después de regresar a Panamá en 1994, Toral exploró un nuevo territorio combinando el estilo geométrico abstracto de sus obras anteriores con elementos figurativos, a menudo figuras humanas como aborígenes o mujeres atadas.
Sus obras se han presentado en Colombia, EE.UU, Panamá y Suiza, en el Museum of Modern Art of Latin America,1983 y Henri Gallery en 1984, ambos en Washington D.C ; Forum Gallery, Atlanta,EE.UU en 1983; Step Gallery en 1993 y Japan Airlines ,J.F.K EN 1996, ambas en Nueva York; y en Galería Artconsult ,Panamá en 1997 con "Inclinaciones" y 1999 con Oleos sobre tela.
Participó en "Crosscurrents,Contemporary Painting from Panamá" 1998, exposición itinerante internacional curada por Monica Kupfer y Edward J. Sullivan y Museo de Arte Contemporáneo en Santiago de Chile en 1997.
Estuvo casado con Carmen Aleman, directora de la Galeria Arteconsult panameña.
Su obra en colecciones privadas y museos.
Falleció en 20 de julio de 2023, víctima de cáncer.